# Fiammetta Venner
Pour les articles homonymes, voir Venner.
Fiammetta Venner, née le 16 août 1971 à Beyrouth, est une essayiste, réalisatrice, journaliste et politologue française, spécialiste de l'extrême droite.

## Biographie

### Jeunesse et études
Fiammetta Venner est la fille de Monique Venner, première judoka occidentale titrée au Japon.
Le 7 janvier 2002, elle soutient à l'Institut d'études politiques de Paris une thèse en science politique préparée sous la direction de Pascal Perrineau et intitulée Les mobilisations de l’entre-soi : définir et perpétuer une communauté : le cas de la droite radicale française (1981-1999).
Elle est la compagne de Caroline Fourest, avec qui elle a cosigné de nombreux textes.

### Parcours professionnel
Elle est l'auteur de plusieurs essais traitant de l'intégrisme et des mouvements politiques radicaux.
Elle a enseigné à l'université d'Évry-Val d'Essonne et à la New York University Paris.
En 1995, elle est membre de la rédaction de Sexe et race, revue fondée par Rita Thalmann, de l'association féministe « les Maries-Jeannes », et signataire de la pétition Notre corps nous appartient[réf. souhaitée].
Elle a fait partie de la rédaction de Charlie Hebdo jusqu'à la fin du mois de septembre 2009[réf. souhaitée]. Certains des articles qu'elle y a publiés ont donné lieu à des polémiques. Elle a également cosigné en 2006 un hors-série intitulé Charlie Blasphème.
De septembre 2010 à juillet 2012, elle est chroniqueuse dans l'émission de Catherine Clément Culture de soi, culture des autres sur France Culture.
Elle est directrice de publication de la revue ProChoix et du site Ikhwan Info, et contribue à l'hebdomadaire Franc-Tireur, fondé par Caroline Fourest et Raphaël Enthoven, dans lequel elle signe une enquête qu'Arrêt sur Images qualifie de plagiat.
« Simple homonyme » de l'essayiste et militant d'extrême droite Dominique Venner, elle dit ignorer s'ils sont de la même famille, mais que son patronyme lui a ouvert des portes dans les milieux de l'extrême droite en laissant planer le doute quant à leur parenté.

## Prises de positions

### RevueProchoix
Dans son premier livre qui concerne les mouvements catholiques pro-vie (c'est-à-dire anti-avortement), elle montre la liaison entre ces groupes et l'aile traditionaliste du catholicisme. Elle a également écrit sur certaines associations musulmanes qu'elle qualifie d'« intégristes » comme l'Union des organisations islamiques de France (UOIF).
En 1997, elle fonde la revue Prochoix avec Caroline Fourest et Moruni Turlot. Éditée par l'association du même nom, elle entend défendre les libertés individuelles face aux idéologies « dogmatiques, essentialistes, racistes et intégristes » [réf. souhaitée]. Ses thèmes de prédilection sont la protection de la laïcité, les droits des femmes et des homosexuels. Le mot « Prochoix », de l'anglo-américain Pro Choice, s'oppose à Pro Life, le mouvement anti-avortement aux États-Unis[réf. nécessaire].

### Contre le Front national, l'extrême droite et le «national-catholicisme»
En 1998, elle coécrit avec Caroline Fourest Le Guide des sponsors du FN, un livre qui fournit le nom des entreprises finançant le Front national. L'une des entreprises mises en cause porte plainte, et Caroline Fourest et Fiammetta Venner sont condamnées à lui verser chacune 10 000 francs de dommages et intérêts pour faute civile au titre de l'article 1382 du code civil français.
En octobre 2006, elle publie chez Grasset un ouvrage sur l'extrême droite et le national-catholicisme à partir de sa thèse de doctorat en science politique sous la direction de Pascal Perrineau soutenue en 2001 à l'Institut d'études politiques de Paris, s'appuyant sur la totalité de leurs mobilisations de 1980 à 2005, intitulé Extrême France. Les mouvements frontistes, nationaux radicaux, royalistes, catholiques traditionalistes et provie[source secondaire souhaitée].
En septembre 2008, elle publie Les Nouveaux Soldats du pape – Légion du Christ, Opus Dei, traditionalistes aux éditions du Panama avec Caroline Fourest[source secondaire souhaitée].
En 2011, elle publie avec Caroline Fourest Marine Le Pen, une biographie de la présidente du Front national. En octobre 2012, les deux coauteures sont condamnées à une amende par le tribunal correctionnel de Paris, en raison de certains passages diffamatoires envers Marine Le Pen,.

### Sur les anti-pacs
En 1999, elle publie avec Caroline Fourest Les Anti-PaCS ou la dernière croisade homophobe, une enquête sur les mouvements anti-pacs, leurs liens avec la droite catholique radicale et Christine Boutin. En annexe, le livre rend aussi publique la liste des maires ayant signé la pétition contre le pacs[source secondaire souhaitée].

### Laïcité et religions
En 2003, elle a coécrit un livre, Tirs croisés (avec Caroline Fourest, Calmann-Lévy, 2003), sur la « laïcité à l’épreuve des intégrismes juif, chrétien et musulman ». S'élevant à la fois contre la stigmatisation de l'islam et contre la tentation de nier le danger intégriste islamiste, il s’est vendu à plus de 20 000 exemplaires[réf. nécessaire].
Fiammetta Venner, comme Caroline Fourest, a dénoncé ce qu'elle désigne comme des rapprochements entre une partie de la gauche et les mouvements islamistes, notamment au sein du Réseau Voltaire. En 2004, Fiammetta Venner publie un ouvrage, L'effroyable imposteur (Grasset, 2005), sur le parcours de Thierry Meyssan, président du réseau Voltaire[source secondaire nécessaire].
En 2005, elle publie OPA sur l’islam de France : les ambitions de l’UOIF (Calmann-Lévy, 2005) livre dans lequel elle dit avoir repéré une nature « intégriste » de l’Union des organisations islamiques de France (UOIF) et reproche à Nicolas Sarkozy d'avoir institutionnalisé cette organisation au sein du Conseil français du culte musulman[source secondaire nécessaire].

## Ouvrages
- L'Opposition à l'avortement, du lobby au commando, Berg, 1995.  (ISBN 2-911289-02-1)
- L'Extrême droite et les femmes (avec Claudie Lesselier), Golias, 1997.  (ISBN 2-911453-22-0)
- Le guide des sponsors du Front national et de ses amis (avec Caroline Fourest), R. Castells, 1998.  (ISBN 2-912587-00-X)
- Les anti-pacs, ou La dernière croisade homophobe (avec Caroline Fourest), éditions Prochoix, 1999.  (ISBN 2-913749-00-3)
- Tirs croisés : la laïcité à l'épreuve des intégrismes juif, chrétien et musulman (avec Caroline Fourest), éditions Calmann-Lévy, 2003.  (ISBN 2-7021-3304-5)
- L'effroyable imposteur, à propos de Thierry Meyssan, Grasset, 2005.  (ISBN 2246656710)
- OPA sur l’islam de France : les ambitions de l’UOIF, Calmann-Lévy, 2005.  (ISBN 2-7021-3524-2)
- Charlie Blasphème (avec Caroline Fourest), éditions Charlie Hebdo, 2006.
- Extrême France : les mouvements frontistes, nationaux-radicaux, royalistes, catholiques traditionalistes et provie, Grasset, novembre 2006. (sur la base de la thèse soutenue à l'IEP sous la direction de Pascal Perrineau  (ISBN 978-2-246-66601-1)
- Collaboration à Erwan Lecœur (dir.), Dictionnaire de l'extrême droite, Paris, Larousse, coll. « À présent », 2007.  (ISBN 978-2-03-582622-0)
- Les nouveaux soldats du pape : Légion du Christ, Opus Dei, traditionalistes (avec Caroline Fourest), Panama, 2008.  (ISBN 978-2-7557-0259-0)
- Les interdits religieux (avec Caroline Fourest), Dalloz, 2010.  (ISBN 978-2-247-08415-9)
- Marine Le Pen (avec Caroline Fourest), Grasset, 2011  (ISBN 978-2-246-78382-4).
- L'islamophobie. Jérôme Blanchet-Gravel (dir.) et Éric Debroise (codir.), éditions Dialogue Nord-Sud, 2016.

## Films
- Parcs de la paix : le dernier rêve de Nelson Mandela (avec Caroline Fourest)
- L'hiver turc (avec Caroline Fourest)
- Marine Le Pen, l'histoire d'une héritière (avec Caroline Fourest)
- Des petits soldats contre l'avortement (avec Caroline Fourest)
- Yasmin Fatimah, réfugiée Rohingya (Birmanie)
- Bariathoula Achimi, an engineer to be (Benin)
- Alia Malik, apicultrice (Chine)
- Mehennigar Rajshahi, arsenic victim (Bangladesh)
- Muyasar el Sadi, réfugiée palestinienne (Jordanie)
- Rebiya Kadeer, Uyghurs Mother (China)
- Norma, fille de martyr (Liban)
- Ati Rulianti marionnettiste à Bandoeng (Indonésie)
- Om Youssef, a lady who likes TV (Égypte)
- La bataille des droits de l'homme (avec Caroline Fourest)
- Certifiées Vierges (avec Caroline Fourest)
- Sœur Innocenta, priez pour nous ! (avec Caroline Fourest)

## Prix
- Prix de la laïcité de l'association Comité Laïcité République en 2005[13].